# NGC 1569
NGC 1569 (również PGC 15345, UGC 3056 lub Arp 210) – karłowata galaktyka nieregularna (IBm), znajdująca się w gwiazdozbiorze Żyrafy. Została odkryta 4 listopada 1788 roku przez Williama Herschela.

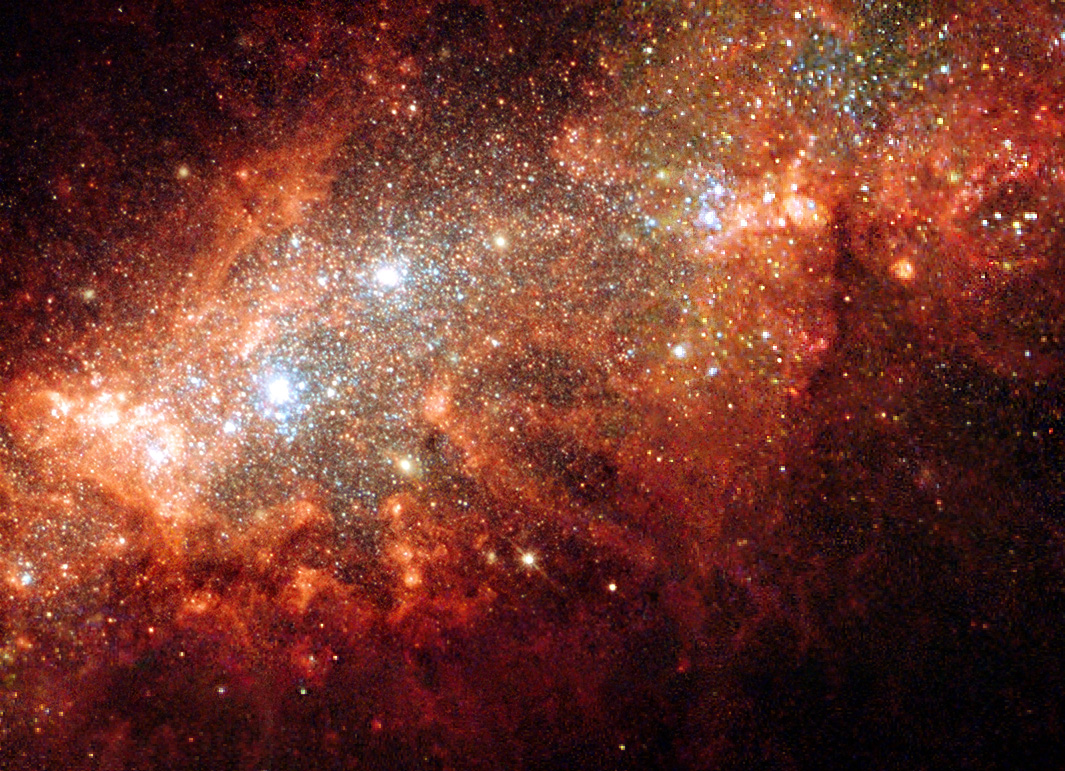
Zbliżenie galaktyki, zdjęcie z Teleskopu Hubble’a

Przez długi czas oceniano na podstawie obserwacji z teleskopów naziemnych, że galaktyka ta znajduje się około 7 milionów lat świetlnych od Ziemi. Na podstawie obserwacji Kosmicznego Teleskopu Hubble’a w 2007 odległość ta została skorygowana do 11 milionów lat świetlnych. Ustalenie tej odległości pozwoliło rozwiązać zagadkę związaną z niezwykle wysokim tempem narodzin nowych gwiazd w tej galaktyce – powstaje w niej ponad 100 razy więcej gwiazd niż w naszej Drodze Mlecznej. Tak wysokie tempo powstawania nowych gwiazd zazwyczaj związane jest z galaktykami, na które w jakiś sposób oddziaływają inne galaktyki, ale pierwsze obserwacje wskazywały, że NGC 1569 jest samotną galaktyką. Zakładając jednak, że znajduje się ona 11 milionów lat świetlnych od Ziemi, a nie jak dotychczas myślano siedem milionów, oznacza to, że znajduje się ona w sąsiedztwie 10 innych galaktyk, między innymi IC 342, co tłumaczy zachodzące w tej galaktyce procesy. Jej położenie wskazuje na przynależność do grupy galaktyk Maffei.